# CD-i
Il CD-i (conosciuto anche come Compact Disc Interactive o Philips CD-i) è un lettore multimediale, anche console per videogiochi, sviluppato e commercializzato dalla Philips tra il 1991 e il 1998.
Il nome si riferisce anche allo standard di memorizzazione utilizzato dai CD riprodotti dal lettore. Lo standard viene specificato nel Green Book co-sviluppato da Sony e Philips nel 1986.
Da tempo ci si aspettava che il CD diventasse prima o poi il supporto di riferimento in campo videoludico, e con l'introduzione del CD-i sembrava che ciò si stesse verificando. Tuttavia la vera affermazione del CD arrivò soltanto a metà anni '90 con la PlayStation, mentre il CD-i ebbe una storia travagliata e fu uno dei peggiori fallimenti hardware dell'industria videoludica.

## Storia
In quanto colosso dell'audio-video, che aveva anche avuto un ruolo fondamentale nell'invenzione del Compact Disc, la Philips si trovava in posizione favorevole per tentare l'impegnativa introduzione di massa di un sistema multimediale di questo tipo, sebbene l'azienda non avesse una presenza radicata nel settore videogiochi.
Il primo lettore CD-i venne presentato da Philips nel 1991 e messo in vendita negli Stati Uniti il 3 dicembre, al prezzo di 400 dollari. Il lettore era in grado di leggere dischi in formato CD-i, CD Audio, CD+G, CD karaoke e Video CD, sebbene la lettura di questo standard richiedesse l'acquisto di una scheda di decodifica MPEG-1 opzionale (Digital Video Card - DVC), necessaria anche per determinati videogiochi.
Pur non essendo la prima console ad andare online, il lettore fu innovativo anche nel proporre il servizio CD-Online, lanciato nel Regno Unito nell'ottobre 1995, che forniva un vero e proprio browser per Internet, richiedendo però un apposito accessorio, la scheda DVC, e un abbonamento mensile.
La console venne prodotta in svariati aggiornamenti da un consorzio di produttori davvero impressionante: Magnavox, LG, Digital Video Systems, Memorex, Grundig, Sony (che ne produsse una versione portatile detta Intelligent Discman), Kyocera, NBS, Highscreen e Bang & Olufsen (che commercializzò, nel 1996, un televisore con un sistema CD-i integrato).
Tuttavia fece fatica a raggiungere una certa diffusione nel mercato e a tutt'oggi viene considerato tra i più grandi flop del settore videoludico; la causa principale, fin dai primi tempi, può essere vista proprio nella scarsità di software videoludico pubblicato per il sistema. Sebbene fosse supportato da una grande azienda quale Philips, i team di sviluppo dei videogiochi semplicemente non avevano una vera e propria formazione da game designer.
Lo scarso successo del dispositivo causò danni economici e di immagine alla Philips, influenzando negativamente anche la collaborazione con la Nintendo per il mai realizzato SNES CD.
Dal fallito accordo con la Nintendo, la Philips guadagnò comunque i diritti a realizzare per CD-i alcuni videogiochi delle serie di enorme successo Mario e Zelda, ma la preziosa occasione non fu ben sfruttata. Nel 1993-1994 uscirono Hotel Mario e tre spin-off di Zelda, ma sviluppati in fretta da squadre occidentali con risultati deludenti.
Dal 1994 al 1998 Philips continuò la produzione CD-i tramite dei cataloghi indirizzati direttamente verso i privati, con le serie 200, 400 (munite di un joypad più comodo), 300 (dei CD-i portatili con schermo lcd) e 600, questi ultimi dei lettori con disk drive professionali per programmatori; alcuni modelli erano distribuiti da Goldstar.

## Cause del fallimento
Il sistema arrivò sul mercato con forte ritardo per problemi tecnici dello sviluppo, infatti nei primi progetti della Philips sarebbe dovuto uscire nel 1988. L'introduzione di una console a CD poteva essere innovativa, ma uscendo nel 1991 si ritrovò battuto sul tempo dal PC Engine con lettore CD-ROM², e altri concorrenti erano usciti o uscirono poco dopo, come Commodore CDTV e Sega CD. Il CD-ROM stava diventando uno standard anche sui computer PC e Mac, con potenze di calcolo crescenti. Il CD-i rimase invece sulle specifiche del 1987 per i CD e utilizzò un processore datato, della famiglia del 68000. Gli sviluppatori andarono incontro a molte difficoltà e limiti tecnici. Ad esempio l'audio è soltanto di tipo CD, quindi anche il più semplice effetto sonoro andava registrato come traccia CD, e per la sovrapposizione anche di due soli canali servivano complessi espedienti di missaggio via software.
I primi giochi furono perlopiù lenti e poco interessanti. Al lancio del CD-i negli USA, molte postazioni dimostrative nei negozi mostravano Jigsaw, un gioco di puzzle, perché non ce n'erano altri disponibili. Le cose migliorarono solo verso il 1993, con giochi più stimolanti come Alien Gate e Steel Machine. Secondo Dale DeSharone, uno dei principali sviluppatori per CD-i ingaggiati inizialmente, la Philips non considerava il sistema dedicato al mercato dei videogiochi, ma piuttosto al mercato educativo. Tra i titoli di lancio, educativi come Treasures of the Smithsonian avevano budget di sviluppo multimilionari, mentre giochi come Laser Lords erano intorno a 700.000$. Dopo il lancio invece ci si rese conto che solo i giochi vendevano in modo rilevante. La strategia di mercato non fu ben indirizzata, i consumatori erano confusi su cosa stavano comprando, e il prezzo alto non aiutava.
In pratica, anche con i giochi più evoluti, il sistema poteva apparire più costoso e meno potente perfino di un Mega Drive. Era anche limitato dai due soli pulsanti di azione sul controller, poi aumentati su modelli successivi. La possibilità di vedere Video CD era innovativa, ma richiedeva il costoso accessorio Digital Video Card, necessario anche per alcuni giochi. Infine la distribuzione del CD-i, al di fuori dei Paesi Bassi e soprattutto negli USA, non fu buona. Nel complesso il CD-i era un buon sistema quando dotato di DVC e quando finalmente arrivò del software decente, ma non aveva speranze contro concorrenti più avanzati e più economici.

## Videogiochi
Il catalogo di titoli per CD-i fu ampio, ma costituito in buona parte da prodotti di edutainment e titoli di scarso interesse, comunque non mancarono videogiochi degni di nota. Nel complesso i giochi furono circa 200.
Secondo una selezione fatta dalla rivista Retro Gamer, i dieci più grandi giochi per CD-i sono The Apprentice, Plunderball, Pac-Panic, Hotel Mario, Brain Dead 13, Burn: Cycle, Ram Raid, Mutant Rampage: Bodyslam, Secret Mission, Link: The Faces of Evil/Zelda: The Wand of Gamelon.
Retrogame Magazine cita l'importanza di Inca, Burn: Cycle e Lost Eden nel promuovere i giochi in stile film interattivo che proliferarono nella prima metà degli anni '90, e la validità dei titoli convertiti da altri sistemi The 7th Guest, Myst, Defender of the Crown, Lemmings, Litil Divil.